# Championnat de Guinée de football 2021-2022
Navigation
Ligue 1 2020-2021 Ligue 1 2022-2023
La saison 2021-2022 de Ligue 1 est la 55e édition du championnat de Guinée de football.  La compétition rassemble les 14 meilleurs clubs de football de Guinée. Censé démarrer le 1er octobre 2021, le championnat est reporté à une date ultérieure en raison du coup d'État de 2021 en Guinée.
Le championnat commence finalement le 30 octobre 2021.

## Équipes participantes
| Club                                     | Ville    | Classement 2020-2021 |
| ---------------------------------------- | -------- | -------------------- |
| Horoya Athlétique Club                   | Conakry  | 1re                  |
| Club industriel de Kamsar                | Kamsar   | 2e                   |
| Association sportive Ashanti Golden Boys | Siguiri  | 3e                   |
| Wakriya Athletic Club                    | Boké     | 4e                   |
| Hafia Football Club                      | Conakry  | 5e                   |
| Académie SOAR                            | Coyah    | 6e                   |
| Association sportive Kaloum Star         | Conakry  | 7e                   |
| Fello Star                               | Labé     | 8e                   |
| Satellite Football Club                  | Conakry  | 9e                   |
| Flamme Olympique Football Club de Guinée | Conakry  | 10e                  |
| Loubha Football Club                     | Télimélé | 11e                  |
| Éléphant de Coléah                       | Coyah    | 12e                  |
| Milo Football Club                       | Kankan   | D2 - 1er             |
| Football Club Séquence de Dixinn         | Dixinn   | D2 - 2e              |

- Qualifié pour le premier tour de la Ligue des champions de la CAF 2021-2022
- Qualifié pour le tour préliminaire de la Ligue des champions de la CAF 2021-2022
- Qualifié pour le tour préliminaire de la Coupe de la confédération 2021-2022
- Promu

## Compétition

### Règlement
Le classement est calculé avec le barème de points suivant : une victoire vaut trois points, le match nul un. La défaite ne rapporte aucun point.
Le règlement se présente donc ainsi :
1. plus grand nombre de points ;
2. plus grande différence de buts générale ;
3. plus grand nombre de points dans les confrontations directes ;
4. plus grande différence de buts particulière ;
5. plus grand nombre de buts dans les confrontations directes ;
6. plus grand nombre de buts à l'extérieur dans les confrontations directes ;
7. plus grand nombre de buts marqués ;
8. plus grand nombre de buts marqués à l'extérieur ;
9. plus grand nombre de buts marqués sur une rencontre de championnat.

### Classement
| \| Rang \| Équipe \| Pts \| J \| G \| N \| P \| Bp \| Bc \| Diff \| \| ---- \| ----------------------- \| --- \| -- \| -- \| - \| -- \| -- \| -- \| ---- \| \| 1 \| Horoya AC T \| 64 \| 26 \| 20 \| 4 \| 2 \| 43 \| 5 \| +38 \| \| 2 \| Académie SOAR \| 50 \| 26 \| 14 \| 8 \| 4 \| 34 \| 21 \| +13 \| \| 3 \| Milo Football Club P \| 47 \| 26 \| 14 \| 5 \| 7 \| 38 \| 28 \| +10 \| \| 4 \| AS Ashanti Golden Boys \| 46 \| 26 \| 13 \| 7 \| 6 \| 28 \| 18 \| +10 \| \| 5 \| CI Kamsar \| 43 \| 26 \| 12 \| 7 \| 7 \| 27 \| 16 \| +11 \| \| 6 \| Wakriya Athletic Club \| 41 \| 26 \| 11 \| 8 \| 7 \| 24 \| 19 \| +5 \| \| 7 \| Hafia FC \| 38 \| 26 \| 10 \| 8 \| 8 \| 30 \| 23 \| +7 \| \| 8 \| AS Kaloum Star \| 35 \| 26 \| 10 \| 5 \| 11 \| 25 \| 32 \| -7 \| \| 9 \| FC Séquence de Dixinn P \| 29 \| 26 \| 8 \| 5 \| 13 \| 30 \| 28 \| +2 \| \| 10 \| Fello Star \| 29 \| 26 \| 8 \| 5 \| 13 \| 28 \| 35 \| -7 \| \| 11 \| Satellite FC \| 25 \| 26 \| 7 \| 5 \| 15 \| 28 \| 36 \| -8 \| \| 12 \| Flamme Olympique FC \| 24 \| 26 \| 6 \| 6 \| 14 \| 25 \| 40 \| -15 \| \| 13 \| Éléphant de Coléah \| 19 \| 26 \| 4 \| 7 \| 15 \| 29 \| 44 \| -15 \| \| 14 \| Loubha FC de Télimélé \| 17 \| 26 \| 4 \| 5 \| 17 \| 24 \| 63 \| -39 \| | Qualifications africaines Ligue des champions 2022-2023 - 1er : Premier tour - 2e : Tour préliminaire Coupe de la confédération 2022-2023 - C ; Tour préliminaire Abréviations - T : Tenant du titre - C : Vainqueur de la Coupe de Guinée de football 2021 - S : Vainqueur de la Supercoupe de Guinée de football 2021 - P : Promus |     |    |    |   |    |    |    |      |
| Rang | Équipe | Pts | J  | G  | N | P  | Bp | Bc | Diff |
| 1 | Horoya AC T | 64  | 26 | 20 | 4 | 2  | 43 | 5  | +38  |
| 2 | Académie SOAR | 50  | 26 | 14 | 8 | 4  | 34 | 21 | +13  |
| 3 | Milo Football Club P | 47  | 26 | 14 | 5 | 7  | 38 | 28 | +10  |
| 4 | AS Ashanti Golden Boys | 46  | 26 | 13 | 7 | 6  | 28 | 18 | +10  |
| 5 | CI Kamsar | 43  | 26 | 12 | 7 | 7  | 27 | 16 | +11  |
| 6 | Wakriya Athletic Club | 41  | 26 | 11 | 8 | 7  | 24 | 19 | +5   |
| 7 | Hafia FC | 38  | 26 | 10 | 8 | 8  | 30 | 23 | +7   |
| 8 | AS Kaloum Star | 35  | 26 | 10 | 5 | 11 | 25 | 32 | -7   |
| 9 | FC Séquence de Dixinn P | 29  | 26 | 8  | 5 | 13 | 30 | 28 | +2   |
| 10 | Fello Star | 29  | 26 | 8  | 5 | 13 | 28 | 35 | -7   |
| 11 | Satellite FC | 25  | 26 | 7  | 5 | 15 | 28 | 36 | -8   |
| 12 | Flamme Olympique FC | 24  | 26 | 6  | 6 | 14 | 25 | 40 | -15  |
| 13 | Éléphant de Coléah | 19  | 26 | 4  | 7 | 15 | 29 | 44 | -15  |
| 14 | Loubha FC de Télimélé | 17  | 26 | 4  | 5 | 17 | 24 | 63 | -39  |